# XTE J1118+480
XTE J1118+480 är en dubbelstjärna i mellersta delen av stjärnbilden Stora björnen. Den har en skenbar magnitud av ca 12,25 och kräver ett kraftfullt teleskop för att kunna observeras. 

## Observation

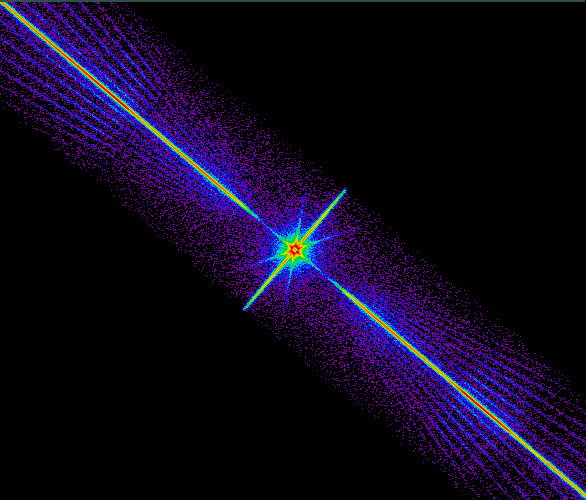
Spektrum av det svarta hålet i XTE J1118+480

XTE J1118+480 upptäcktes med hjälp av All-Sky Monitor på Rossi X-Ray Timing Explorer-satelliten efter att den upptäckte ett utbrott i systemet den 29 mars 2000. XTE är standardbeteckningen för objekt som upptäckts av denna satellit. Den är också katalogiserad som 2MASS J11181079+4802126 i Two-Micron All Sky Survey-katalogen över infraröda objekt, och har fått variabelbeteckningen KV Ursae Majoris.
Mycket av det som är känt om XTE J1118+480 kommer från data som samlades in under utbrottet i mars 2000. Rossi X-Ray Timing Explorer och Advanced Research and Global Observation Satellite observerade en kvasi-periodisk oscillation (QPO) från XTE J1118+480 allt eftersom det utvecklades. QPO är jämförbar med QPO från andra möjliga svarta hål.

## Egenskaper

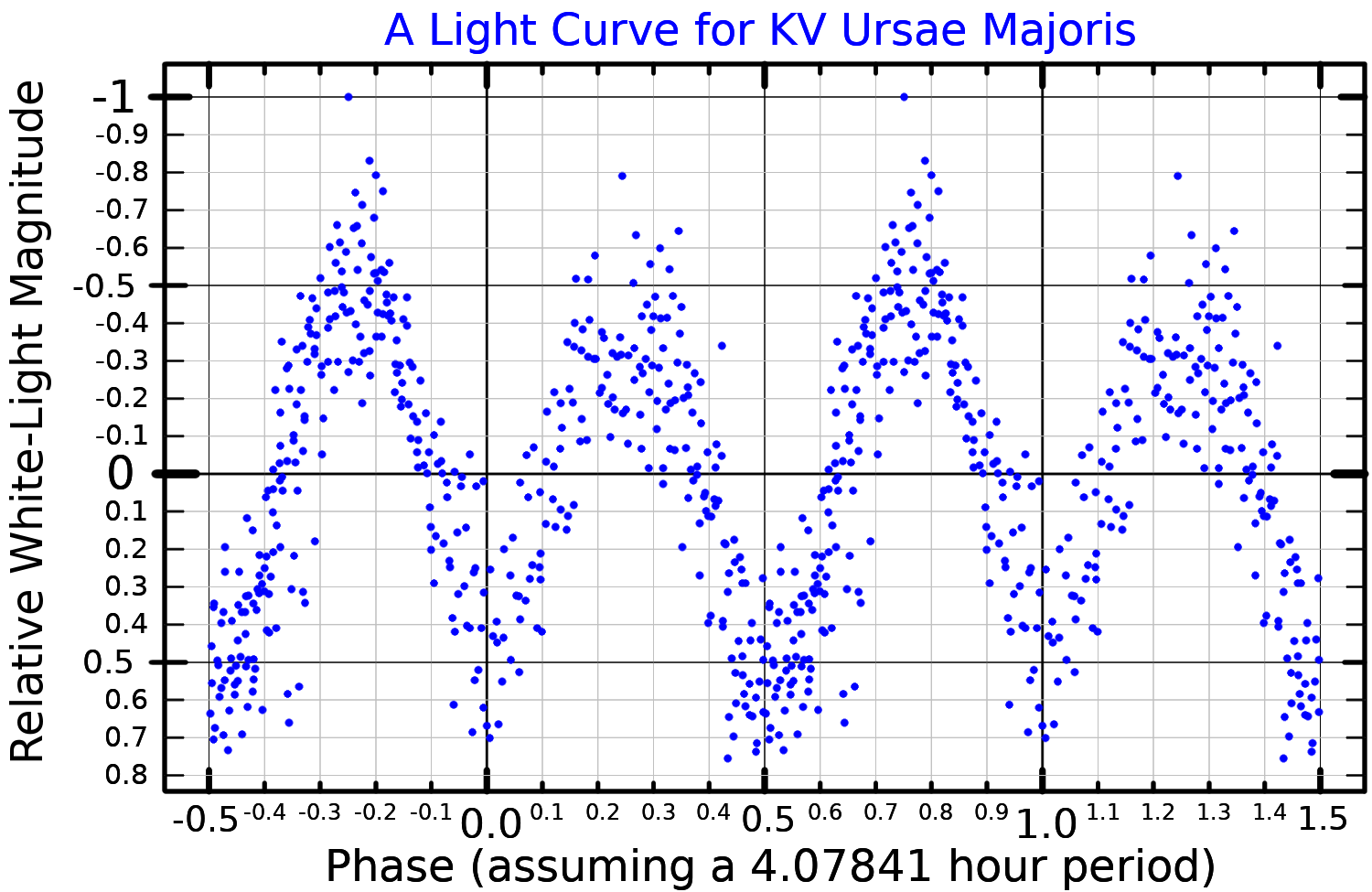
Ljuskurva av synligt ljus för KV Ursae Majoris, anpassad från Cherepashchuk et al. (2019)

Det kompakta objektet i XTE J1118+480 har en massa större än 6 solmassor och är för massivt för att vara en neutronstjärna. Karakteristiken för radioemissioner från XTE J1118+480 (Fender et al. 2001) tyder på att den är en mikrokvasar.
Ovanligt nog har följeslagaren en metallrik sammansättning av olika metaller som magnesium, aluminium, kalcium, järn och nickel. På grund av denna observation är bedömningen att det svarta hålet troligen inte bildades genom en direkt kollaps av en massiv stjärna, utan snarare från supernovan av en metallrik stjärna. De två objekten i dubbelstjärnan bildades förmodligen inte tillsammans eftersom en supernova sannolikt skulle kasta ut följeslagaren från systemet.
Den mest troliga teorin om hur det svarta hålet blev en del av dubbelstjärnan är att XTE J1118+480 bildades i den centrala galaktiska glorian. Det primära svarta hålet var resultatet av en "kick" från supernovaexplosionen av en massiv stjärna i den tidiga Vintergatan och färdades genom galaxen och in i den centrala galaktiska glorian och blev en dubbelstjärna med dess nuvarande följeslagare. Om denna teori är riktig kan den hjälpa till att förklara supernovamekanismen. Det svarta hålet i XTE J1118+480 är ett av de få kända exemplen på en ”kick” med svart hål.